# Коростянка
Коростя́нка, Коростинька — річка в Україні, у межах Камінь-Каширського та Любешівського районів Волинської області. Права притока Прип'яті (басейн Дніпра). 

## Опис
Довжина 42 км, площа басейну 477 км². Майже на всій протяжності відрегульована (річище розширене, випрямлене й поглиблене). Похил річки 0,5 м/км. 

## Розташування
Коростянка бере початок з боліт між лісовими масивами на південний захід від села Гута-Боровенська. Тече переважно на північний схід (у середній течії — на північ). Впадає до Прип'яті (в озеро Люб'язь) на південний схід від села Люб'язь. 